# Decímio Germaniano
Decímio Germaniano (em latim: Decimius Germanianus) foi um oficial romano do século IV, ativo durante o reinado dos imperadores Constâncio II (r. 337–361), Juliano (r. 361–363), Joviano (r. 363–364), Valentiniano I (r. 364–375) e Valente (r. 364–378). Em 353/360, foi consular da Hispânia Bética. Talvez seja o Germaniano nomeado por Juliano para agir por Nebrídio como prefeito da Gália em 361 até a nomeação de Salústio. Entre 363 e 366, foi prefeito da Gália como Cláudio Mamertino (Itália Ilíria e África) e Salúcio (Oriente) como colegas.